# Calphad (journal)
Cet article concerne la revue scientifique. Pour la méthodologie, voir CALPHAD.
Calphad (sous-titre : Computer Coupling of Phase Diagrams and Thermochemistry, c'est-à-dire « Couplage mathématique des diagrammes de phases et de la thermochimie ») est une revue scientifique à comité de lecture qui publie des articles de recherche en thermodynamique chimique.
Le nom de la revue fait référence à CALPHAD (acronyme de CALculation of PHAse Diagrams, c'est-à-dire « calcul des diagrammes de phase »), une méthode de calcul des diagrammes de phase introduite par Larry Kaufman dans les années 1960.

## Objectifs
La revue vise à promouvoir la thermodynamique informatique par le développement de modèles pour représenter les propriétés thermodynamiques de différentes phases permettant de prédire les propriétés de systèmes multicomposants à partir de ceux de sous-systèmes binaires et ternaires, d'évaluer de manière critique les données et de les incorporer dans des bases de données cohérentes, de développer des logiciels pour optimiser et déduire des paramètres thermodynamiques, ainsi que le développement et l'utilisation de banques de données pour les calculs afin d'améliorer la compréhension de divers processus industriels et technologiques.